# 克伦尼民族保卫军
克伦尼民族保卫军，又译红克伦人民保卫军、克伦尼族国防军、克倫尼國防軍、克伦民族国防军等，別稱為革命聯軍。是缅甸境內為反對通過2021年緬甸軍事政變上台的軍政府而成立的一支少数民族地方武装。该武装包含民族团结政府成立的人民防衛軍 。克伦尼民族保卫军还包括其他组织，例如克伦尼民族进步党。 克伦尼民族保卫军曾与军政府作战，主要是与第66轻步兵师作战。
2023年6月6日，克伦尼民族保卫军发布了成立两周年的报告。他们表示，已经建立了22个营和6个军事战略。他们还声称，军政府现在只控制垒固和其他城市行政区，该邦大部分地区都在抵抗组织的控制之下。

## 目标
克伦尼民族保卫军发言人在接受采访时告诉媒体团体，克伦尼民族保卫军是克伦尼邦所有分散的青年力量的融合体。将他们团结起来，更有效地对抗军政府。据称，他们缺乏武器和弹药。
其目标与缅甸其他抵抗组织相同：推翻军政府。这也是为了确保克伦尼邦人民的团结，鼓励合作，并特别关注克伦尼民族进步党的立场。

## 防卫策略
据克伦尼民族保卫军发言人称，克伦尼民族保卫军是与人民防卫军当地部队和其他民兵一起成立的，遵循民族团结政府和缅甸联邦议会代表委员会的国防政策。
民族团结政府国防部公布了七点国防政策，旨在确保国防工业受到民主控制并按照联邦制度运作。
该政策包括领导、国防政策的制定和执行、军事部门的立法和司法制衡、国防管理、国际公认的法律和道德的执行、头衔和职责的指定、财务管理和资源共享。
据克伦尼民族保卫军发言人称，克伦尼民族保卫军是根据民族团结政府的国防计划成立的，拥有3支克伦尼邦保卫军、2支掸邦保卫军和多个民族武装组织。

## 冲突
自2021年5月以来，克伦尼民族保卫军持续卷入缅甸内战。 2022年，他们与军政府发生了341次冲突，造成797名军政府士兵死亡，65人伤亡。